# Amorys
Amorys ist eine Kammeroper des niederländischen Komponisten Nico Richter (1915–1945) in einem Akt und zwei Bildern. Sie ist die einzige überlieferte Oper des Komponisten und sein längstes Werk. In dem Werk schließt die Titelfigur Amorys einen Pakt mit dem Zauberer Wonder, um seiner verstorbenen Geliebten wieder nah sein zu können.

## Handlung
Amorys betrauert den Verlust seiner Geliebten Isabele (Schreibweise des Librettos). Vieles würde er dafür tun, um das frühere Leben mit ihr fortsetzen zu können; so würde er selbst den Verzicht von 20 Jahren des eigenen Lebens auf sich nehmen. Wonder bietet Amorys in seiner Rolle als Zauberer genau das an. In der Hoffnung auf ein gemeinsames Leben mit seiner Geliebten willigt Amorys ein. Wonder überreicht ihm einen Mantel, dessen Tragen für ihn zwar den Wegfall von zwanzig Lebensjahren bedeutet, diese aber auf der anderen Seite Isabele zur Verfügung stehen. Eingehüllt in den Mantel – um zwanzig Jahre gealtert, ergraut und gebeugt – sieht er sich seiner zum Leben erweckten Geliebten gegenüber.
Im zweiten Bild des Einakters freuen sich Amorys und Isabele auf die nun anbrechende Zeit. Allerdings ist es nicht der vergreiste Amorys, den Isabele begehrt, sondern der junge Tänzer Abelie. Amorys ist enttäuscht, klagt sein Leid seinem Vertrauten Nutte und erinnert sich an die Worte des Zauberers: „und wenn dich dies je reute, ruf: wo ist Wonder, der Zauberer?“ Mit dem Aussprechen dieser Formel erscheint Wonder erneut. Er platziert Abelie und Amorys jeweils auf einen Stein und positioniert Isabele zwischen beide, die nun entscheiden soll, bei wem sie bleiben möchte. Der Chor der Dorfbewohner kommentiert die jeweiligen Vorzüge der beiden Männer. Amorys wiederholt die Beschreibung seiner Liebe und seines Opfers für Isabele, während Abelie seinen Tanz und seine Jugendlichkeit für sich sprechen lässt. Isabeles Wahl fällt auf Abelie. Amorys gibt seinen Mantel ab und verjüngt sich um 20 Jahre. Isabele stirbt.

## Entstehung
Die Oper entstand ab April in den folgenden Monaten des Jahres 1937. Währenddessen hielt sich Richter zeitweise im schweizerischen Ascona auf. Die Reisen zur dortigen Künstlerkolonie wurden dem damaligen Studenten der Medizin und Musik von seinen Eltern zur künstlerischen Entfaltung ermöglicht.

## Libretto
Das Libretto der Kammeroper basiert auf einer niederländischen Sage, die vor dem Verfassen der Oper aber keine feste literarische Form hatte. Die künstlerische Fassung wurde vom Journalisten und Musikkritiker Hendrik Lindt vorgenommen. Die Entwicklung der Textfassung erfolgte in Abstimmung zwischen Librettist und Komponist im Jahr 1937. Die deutsche Fassung des Librettos von Bernd Matzner und Lars Straehler-Pohl entstand 2017.

## Besetzung
Das Ensemble besteht aus vier Solisten, einem Tänzer und einem vierstimmig gemischten Chor. Das kammermusikalisch besetzte Orchester beinhaltet:
- Streicher: 1. Violine und 2. Violine (jeweils doppelt besetzt), Viola, Violoncello, Kontrabass (jeweils einfach besetzt)
- Flöte/Piccolo, Klarinette in B, Fagott
- Horn in F
- Schlagwerk
- Klavier[3]